# Kabinet-Ferrier
Het kabinet-Ferrier was een Surinaams kabinet onder leiding van premier Johan Ferrier (SDP). In deze periode waren Jan Klaasesz en Jan van Tilburg de gouverneurs van Suriname, en was Henry Juriaan de Vries interim-gouverneur in 1957.
Tijdens de verkiezingen van 1955 won het Eenheidsfront de verkiezingen. Klaasesz gaf de frontvoorzitter Antonius Sang Ajang (PSV) en SDP-voorzitter David Findlay de opdracht voor de kabinetsformatie. Edward de Veer, Willem Smit en Lucien Rens moesten voor hun benoeming nog ingezetene van Suriname worden. Het kabinet regeerde van 16 mei 1955 tot en met 14 juli 1958. 

## Samenstelling
| Ministerie                           | Minister                                                                                 |
| ------------------------------------ | ---------------------------------------------------------------------------------------- |
| Algemene Zaken en Binnenlandse Zaken | Johan Ferrier (SDP) (tevens premier)                                                     |
| Economische Zaken                    | Edward de Veer (PS)                                                                      |
| Financiën                            | Willem Smit (PSV)                                                                        |
| Justitie en Politie                  | Ashruf Karamat Ali (KTPI) (tot april 1956, opgevolgd door R.W.A. Thurkow tot sept. 1957) |
| Landbouw, Veeteelt en Visserij       | Max Lobato (SDP)                                                                         |
| Onderwijs en Volksontwikkeling       | Lucien Rens (PSV) (tot juli 1956, opgevolgd door Julius Johan Jacques Volkerts)          |
| Openbare Werken en Verkeer           | Johan Kuiperbak (PS)                                                                     |
| Sociale Zaken                        | Paul Kolader (SDP)                                                                       |
| Volksgezondheid                      | Fons Faverey (SDP)                                                                       |